# Laetmogone scotoeides
Laetmogone scotoeides is een zeekomkommer uit de familie Laetmogonidae.
De wetenschappelijke naam van de soort werd in 1913 gepubliceerd door Hubert Lyman Clark.